# Cratere Evershed
Evershed è un cratere lunare di 65,28 km situato nella parte nord-orientale della faccia nascosta della Luna, a nordest del cratere Cockcroft e a nord del cratere Van den Bergh.
Possiede un bordo esterno eroso che rientra ed è maggiormente ristretto nella parte orientale dove si sovrappone ad un cratere più antico. Evershed R è adiacente al bordo esterno a sudovest e sono presenti atri piccoli crateri lungo il bordo sud e sud orientale. Il fondo contiene una cresta irregolare vicino al punto centrale e del terreno accidentato a sud, con molti piccoli crateri che segnano la superficie relativamente livellata.
Il cratere è dedicato all'astronomo britannico John Evershed.

## Crateri correlati
Alcuni crateri minori situati in prossimità di Evershed sono convenzionalmente identificati, sulle mappe lunari, attraverso una lettera associata al nome.
| Evershed | Coordinate             | Diametro (in km) |
| -------- | ---------------------- | ---------------- |
| C        | 37°43′48″N 156°49′48″W | 46,7             |
| D        | 38°22′12″N 156°12′36″W | 53,27            |
| E        | 35°31′48″N 158°25′12″W | 68,52            |
| R        | 34°37′48″N 161°21′36″W | 32,87            |
| S        | 34°30′00″N 162°50′24″W | 47,24            |